# Reduta Ordona (pociąg pancerny)
Pociąg pancerny „Reduta Ordona” – pociąg pancerny Wojska Polskiego w II Rzeczypospolitej.
W pierwszej dekadzie października 1920 jego uzbrojenie artyleryjskie stanowiły 2 armaty austriackie 8 cm. Na uzbrojeniu posiadał też 5 rosyjskich karabinów maszynowych typu „Maxim“ i 4 karabiny maszynowe niemieckie typu „Bergman”.
Pociąg pancerny „Reduta Ordona” zlikwidowany został 10 grudnia 1920.

## Żołnierze pociągu
| Obsada personalna pociągu w 1920 | Obsada personalna pociągu w 1920 |
| Stanowisko                       | Stopień, imię i nazwisko         |
| -------------------------------- | -------------------------------- |
| Dowódca pociągu                  | kpt. Włodzimierz Matzner         |
| Oficer artylerii                 | por. Apolinary Arnstein          |
| Oficer karabinów maszynowych     | ppor. Ferdynand Bobiński         |
| Dowódca oddziału szturmowego     | ppor. Edmund Wąsowski            |
| Oficer sanitarny                 | pchor. san. Ludwik Korsak        |
| Oficer załogi                    | por. Zygmunt Kiźniewicz          |
| Oficer załogi                    | ppor. Ludwik Polny               |